# ميك داريل
ميك داريل (بالإنجليزية: Mick Darrell)‏ (14 يناير 1947 في المملكة المتحدة - ) هو لاعب كرة قدم بريطاني في مركز الوسط. لعب مع برمنغهام سيتي ونادي بيتربورو يونايتد ونادي غيلينغهام ونيوبورت كونتي وBilston Town F.C. ‏ ودارلاستون تاون.